# プロパルギル基

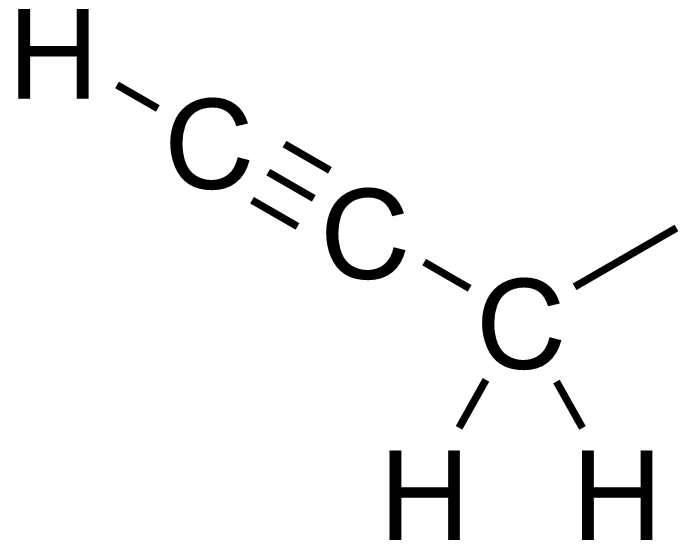
プロパルギル基

プロパルギル基（プロパルギルき、propargyl group）とは有機化学における1価の置換基で、化学式が HC≡C-CH2- と表されるもの。すなわち 2-プロピニル基を表し、「プロパルギル」は慣用名にあたる。
プロパルギルアルコール、臭化プロパルギルなどに共通する置換基で、アセチレン部位の反応性やメチレン部位のカチオン、アニオンを安定化させる性質から、ニコラス反応、マイヤー・シュスター転位などの合成化学で利用される。